# Færøernes billedkunst
Færøernes billedkunst har stor betydning for færingernes nationale identitets erindring samt formidling af det færøske billedunivers.
Den første udstilling på Færøerne med færøsk kunst blev afholdt i Tórshavn i år 1927.
Færøsk billedkunst har en forholdsvis kort historie som strækker sig et par hundrede år tilbage i tid, men til trods for dette har øerne et  aktivt kunstnermiljø. Færøske kunstnere inkluderer blandt andre Sámal Joensen-Mikines, Ruth Smith, Ingálvur av Reyni,  Steffan Danielsen, Jógvan Waagstein, Hans í Mikladali,  Zacharias Heinesen, Thomas Arge, Tróndur Patursson og Edward Fuglø. Der er flere  kunstgallerier i  Tórshavn, først og fremmest det nationale kunstmuseum Listasavn Føroya. Der findes også andre kunstgallerier på Færøerne, En del af dem  er dedikeret til lokale kunstnere, mens andre har jævnlige udstillinger. 

## Mødet mellem den færøske traditionelle - og moderne billedkunst
Færøernes tidligste - og samtidens billedkunst mødes og supplerer hinanden, men kan også skabe et spænd mellem fortidens - og nutidens billedudtryk. Den færøske mag.art., Kim Simonsen, beskriver dette fænomen således:
| „ | I en posttraditionel samfundsorden vil et traditionsbåret samfund stadig bruge traditioner til at organisere én kollektiv hukommelse og udvikle én forenet national æstetik. Det færøske samfund står midt i denne konflikt, da kulturen befinder sig imellem en mere traditionel færøsk livsform og en hastigt øgende modernisering. | “ |
|   | — Simonsen, Kim (2003) |   |

Færøerne er kendt for sin traditionelle nationale billedkunst, der defineres således af historikeren Athena S. Leoussi:
| „ | […] art made by artists consciously inspired by their own ethno-cultural heritage of symbols, memories, myths, values, traditions and natural environment, either in the form of their art, or in its content, or in both aspects of their work. | “ |
|   | — Leoussi, Athena, (2004) |   |

Færøernes moderne billedkunst og samtidskunst er i stærk blomstering, men står lidt i skyggen af den traditionelle færøske kunst. Direktøren for Nordens Hus på Færøerne, Niels Halm, har beskrevet dette forhold i sit forord til udstillingskataloget til 'Natúrligvís i 2007:
| „ | Både på og uden for Færøerne synes der at kunne spores holdninger til, at færøsk kunst ’naturligvis’ opererer med en sansende, ekspressionistisk naturskildring. Det er rigtigt, at mange af Færøernes kunstperler findes netop inden for denne omgang med naturen! Dog synes prisen for denne succes at være en vis stagnation og uproblematiseret holdning til kunstbegreb og Naturpræsentation på Færøerne. | “ |
|   | — Niels Halm (2007). |   |

## Færøernes traditionelle billedkunst
Færøernes nationale billedkunst har tætte forbindelse mellem natur og befolkning. Dette kommer til udtryk i begrebet erindringssteder, der knytter den kulturelle eller nationalidentitetsmæssige betydning i forhold til et landskab eller i et objekt. Kollektiv erindring kan defineres som et socialt bestemt fænomen, hvor en gruppe mennesker har et fælles syn på fortiden eller på en bestemt begivenhed i fortiden, som de giver udtryk for i det offentlige rum.
I den færøske traditionelle kultur er dt ofte naturen og landskabet, der tillægges værdier som erindringssteder, hvor disse tilskrives nationsbyggende egenskaber og betragtes som essentielle for den færøske identitet.
Naturen bliver både portrætteret som harmonisk, fredfyldt og som barsk og ubarmhjertig. I nyere tid bliver den traditionelle færøske billedkunst også skildret på færøske frimærker.

## Færøernes moderne billedkunst
Den færøske identitet er ofte på spil hos mange unge billedkunstnere, hvor traditionerne bliver udfordret. Aktuelle emner illustreres og formidles gennem billedkunsten, blandt andet kønsroller, miljø, færøsk kunsts identitet og homoseksualitet.
Moderniteten kommer ind og forstyrrer den naturlige omgang med erindring og identitet. Moderne færøsk billedkunst er andet end blot landskabskunst, hvor det etniske er ofte omdrejningspunktet. Således ses både flag, nationaldragt med mere blive behandlet. Den moderne form for billedkunst, der involverer nationalsymboler og erindringssteder støder ofte beskueren, og budskabet i kunsten har risiko for at gå tabt i denne sammenhæng. Ved at inddrage nationalsymbolerne bliver disse symboler gjort til en diskussion om nationalidentitetens betydning og spørgsmålet om en mulig dekonstruktion bliver formidlet til beskueren.
Eksempler på billedkunstnere som kan betegnes som færøske samtidskunstere inden for billedkunst er følgende personer:
- Erla Marita Askham
- Tróndur Poulsen
- Ole Wich

Øvrige moderne billedkunstnere er følgende personer: 
- Ingálvur av Reyni